# هجوم إلعاد 2022
هجوم إلعاد 2022 هو هجومٌ مسلّحٌ وقعَ في الخامس من أيّار/مايو 2022 بمدينة إلعاد، بوسطِ إسرائيل خلال ما يُعرف بيوم استقلال إسرائيل. أسفرَ الهجوم عن مقتل أربع أشخاص وجرح ثلاث آخرين. ذكرت شرطة إسرائيل في وقتٍ لاحقٍ أنَّ منفذا الهجوم هما فلسطينيين اثنين من بلدة الرمانة بالضفة الغربيّة. جاءَ الهجوم بالتزامنِ مع عودة قوات الاحتلال الإسرائيلي لاقتحامِ باحات المسجد الأقصى ووسطَ توتّر كبيرٍ في الضفّة.

## خلفيّة
جاء الهجوم بعد أزيد من أسبوع من نهاية شهر رمضان الذي شهدَ اقتحامًا لقوات الاحتلال الإسرائيلي للمسجد الأقصى وعلى مرّات عدة وكثيرة، كما كرَّرت قواتُ الاحتلال قبل يومين من الهجوم اقتحامها للمسجد وتسهيلها لعشرات المستوطنين اقتحام باحات الأقصى تحتَ حمايتها بمناسبة ما يُعرف بيومِ استقلال إسرائيل عدى عن قتلها لعددٍ من المدنيين الفلسطينيين خلال الاقتحامات الدوريّة التي تقوم بها للقرى والبلدات الفلسطينيّة في الضفّة الغربيّة. على الجانبِ المقابل فقد شنَّ الفلسطينيون عدّة عمليّات ضد جنود جيش الاحتلال والمستوطنين في عدّة بلدات ومُدن على مدار شهر آذار/مارس وبشكل أقلّ في شهر نيسان/أبريل ثمّ جاء هذا الهجوم في الأسبوع الأول من شهر أيّار/مايو. تقولُ مصادر عبريّة إنّ الهجمات التي شنّها الفلسطينيون هي الأكثر دمويّةً منذ ما قبل عام 2006.

## الهجوم
نقلت وسائل إعلام إسرائيليّة تقارير عن وقوعِ إصابات بالرصاص في منطقة إلعاد قُرب تل أبيب في تمام الساعة التاسعة من مساء يوم الخامس من أيّار/مايو 2022، وأكَّدت إذاعة الجيش الإسرائيلي الخبر حينما تحدثت عن تقارير أوليّة عن إصابة رجلٍ بجروح خطيرة في بلدة إلعاد، قبل أن تُعلنَ هيئة البث الإسرائيلية وقوع 6 إصابات بينها 4 خطيرة في الهجوم. تبيَّن فيما بعد أنَّ الهجوم نفذهُ مقاوِمان فلسطينيانِ وتسبَّبَ في مقتلِ 3 إسرائيليين وإصابة آخرين بجروح متفاوتة الخطورة.
ذكرت صحيفةُ يديعوت أحرنوت العبريّة نقلًا عن مصدر رسميّ في الجيش الإسرائيلي قوله إنَّ عمليات البحث جارية عن سيارة هربت من مكان الهجوم، فيما أكَّد مراسل قناة الجزيرة أنَّ قوات الاحتلال الإسرائيلي تُقيم حواجز عسكريّة على محاور قُرب إلعاد بحثًا عن منفذي الهجوم. حصلت صحيفةُ هآرتس العبريّة في وقتٍ لاحقٍ على بعضٍ من تفاصيل العمليّة نقلًا عن شهود عيان وعن مصادر طبيّة إسرائيليّة حيثُ تبيَّن أنَّ الهجوم حصل بسلاحٍ ناريّ وفأس وأنَّ المصابين الذين نُقلوا للمستشفى المحليّ في البلدة قد تعرَّضوا لطلقات ناريّة. رجَّحت مصادرُ أمنيّة في جيشِ الاحتلال أنْ يكون منفذا الهجوم من سكّان الضفة الغربية.
أجرى وزيرُ الدفاع الإسرائيلي مشاورات مع رئيس الأركان بعد سويعاتٍ من الهجوم، كما عقدَ رئيسُ الحكومة الإسرائيليّة نفتالي بينيت مشاورات مع قادة الأجهزة الأمنية لتقييم الوضع، فيما أعلنَ المتحدث باسم الشرطة الإسرائيلية بعد ساعاتٍ من الهجوم أنّه «لم يتم القبض بعدُ على المنفذين».
أعلنت وسائل إعلام عبريّة صباح الثامن من أيّار/مايو أنَّ قوات الأمن الإسرائيليّة ألقت القبض على منفذي هجوم إلعاد بعد نحو 63 ساعة، وأكّد وزير الأمن الداخلي الإسرائيلي الخبر لاحقًا حيث قال: «وضعنا أيدينا على الذين نفذوا الهجوم في إلعاد وسنصل إلى كل من ساعدهم»، فيما ذكرَ المتحدث باسمِ الحكومة الإسرائيلية أنَّ بينت أوعز بتشكيلِ حرس وطني من قوات حرس الحدود والاحتياط ومتطوعين مدربين، كما أوعزَ بوضع قاعدة قانونيّة تتيح للاحتلال «مصادرة أملاك كل من يُساعد منفذي الهجمات» وفقَ تعبيره. اقتحمت بعدها دوريات عسكريّةٌ إسرائيلية قرية رمانة غربي جنين، واندلعت مواجهاتٌ بين الفلسطينييين مع قواتِ الاحتلال عقبَ حصار الأخيرة لمنزلي المتهمين بتنفيذ العمليّة.

## المهاجمان
نشرَ جيش الاحتلال صور واسمَي منفذَي عمليّة إلعاد معلنًا أنهما من قرية رمانة من محافظة جنين وهما أسعد يوسف أسعد الرفاعي ويبلغ من العمر 19 عامًا وصبحي عماد صبحي أبو شقير ويُناهز عمره 20 عامًا.

## ردود الفعل

### محليًا
فصائل المقاومة
أعلنَ الناطق باسمِ حركة حماس أنَّ عملية إلعاد جزءٌ من الغضب الشعبي الفلسطيني على اعتداءات الاحتلال على المقدسات، وأضافَ أن العمليّة هي تطبيقٌ عمليٌّ لما حذرت منه المقاومة بأنَّ الأقصى خطّ أحمر مؤكّدًا على أنَّ العملية هي نتيجةٌ لتصعيدِ الاحتلال إرهابه ضد شعبنا ومقدساته الإسلامية والمسيحية، أمّا حركة الجهاد الإسلامي في فلسطين فقد أعلنت أنَّ عملية إلعاد تُشكّل انتصارًا للأقصى بعد تجاوز جيش الاحتلال والمستوطنين الخطوط الحمراء. ذكرت الجبهة الديمقراطية لتحرير فلسطين أنَّ عملية إلعاد البطوليّة هي ردٌّ على اقتحامات المستوطنين للمسجد الأقصى ونصرٌ لأهالي القدس.
الرئاسة الفلسطينيّة
أدانَ الرئيس الفلسطيني محمود عباس «مقتل مدنيين إسرائيليين في هجوم إلعاد في تل أبيب».
إسرائيل
ذكرَ وزير الأمن الداخلي الإٍسرائيلي أنَّ إسرائيل تكبَّدت ثمنًا باهظًا وقاسيًا جدًا والشرطة و‌الشاباك والجيش يُطاردون منفذي العمليّة.

### دوليًا
قالَ وزير الخارجية الأمريكي أنتوني بلينكن خلال مؤتمر صحفي عشيّة الهجوم أنَّ الولايات المتحدة «تُدين بشدّة الهجوم الإرهابي المروّع الذي استهدفَ الرجال والنساء الأبرياء».